# Slovenski republiški pokal 1989-1990
La Slovenski republiški nogometni pokal 1989./90. (in lingua italiana: Coppa calcistica della Repubblica slovena 1989-90) fu la trentottesima edizione della coppa di calcio della Repubblica Socialista di Slovenia.
Vi partecipavano tutte le squadre slovene ed a vincere fu il Koper, al suo primo titolo nella competizione.

Questo successo diede ai giallo-blu l'accesso alla Kup Maršala Tita 1990-1991, la coppa nazionale jugoslava.

## Ottavi di finale
| Squadra 1         | Risultato | Squadra 2         |
| ----------------- | --------- | ----------------- |
| OVEST             |           |                   |
| Primorje          | 0 – 4     | Rudar Trbovlje    |
| Zarica Kranj      | 1 – 5     | Vozila            |
| Koper             | 3 – 2     | Ljubljana sodniki |
| Triglav           | 2 – 1     | Izola             |
| EST               |           |                   |
| Miklavž           | 3 – 1     | Drava Ptuj        |
| Pekre Limbuš      | 2 – 4     | Rudar Velenje     |
| Središče ob Dravi | 1 – 0     | Mura              |
| Nafta             | 4 – 1     | Kladivar Celje    |

## Quarti di finale
| Squadra 1      | Risultato       | Squadra 2         |
| -------------- | --------------- | ----------------- |
| OVEST          |                 |                   |
| Vozila         | 0 – 2           | Koper             |
| Rudar Trbovlje | 2 – 0           | Triglav           |
| EST            |                 |                   |
| Rudar Velenje  | 4 – 1           | Nafta             |
| Miklavž        | ? – ? (6-5 dtr) | Središče ob Dravi |

## Semifinali
| Squadra 1     | Risultato | Squadra 2      |
| ------------- | --------- | -------------- |
| OVEST         |           |                |
| Koper         | 2 – 0     | Rudar Trbovlje |
| EST           |           |                |
| Rudar Velenje | 10 – 3    | Miklavž        |

## Finale
| Arbitro: | Igor Bučar |

|                          |                      |                                  |
| Pranjić 90’ (rig.)       | Marcatori            | 56’ Benedejčič                   |
| Brdžanović Pranjić Cvikl | Tiri di rigore 3 – 5 | Galič Čosić Bečaj Benedejčič Ban |